# Нарзикулов, Ибадулла Касимович
Ибадулла Касимович Нарзикулов (тадж. Ибодулло Қосимович Нарзиқулов; 12 ноября 1909, Самарканд, Самаркандская область, Российская империя — 2 апреля 1974, Душанбе, Таджикская ССР, СССР) — советский ученый-экономист и государственный деятель, заместитель председателя Совета Министров Таджикской ССР (1956—1957).

## Биография
В 1935 г. окончил Ленинградский индустриальный институт. Кандидат экономических наук (1950), профессор (1968). Действительный член Академии наук Таджикской ССР (1953, по специальности «экономика промышленности»).
- 1941—1943 гг. — помощник председателя Совета народного комиссариата Таджикской ССР,
- 1943—1946 гг. — председатель Госплана Таджикской ССР,
- 1950—1951 гг. — заместитель председателя Президиума Таджикского филиала АН СССР,
- 1951—1953 гг. — академик-секретарь Отделения общественных наук АН Таджикской ССР,
- 1954—1956 гг. — ректор Таджикского государственного университета,
- 1956—1957 гг. — заместитель председателя Совета Министров Таджикской ССР,
- 1957—1967 гг. — первый вице-президент АН Таджикской ССР,
- 1966—1968 гг. — и. о. президента АН Таджикской ССР,
- 1966—1973 гг. — председатель Совета по изучению производительных сил республики АН Таджикской ССР.

## Награды и звания
Награждён двумя орденами Трудового Красного Знамени, орденом «Знак Почёта», медалью «За трудовую доблесть в Великой Отечественной войне 1941—1945 гг.», Почётными грамотами Президиума Верховного Совета Таджикской ССР.
Заслуженный деятель науки Таджикской ССР (1964).